# Duitsers
De Duitsers (Duits: die Deutschen) zijn een volk dat voornamelijk wordt bepaald door een gemeenschappelijke cultuur en taal en minder door de grenzen van een land.
Over de hele wereld zijn er ongeveer 100 miljoen mensen die Duits als moedertaal hebben. Soms wordt het onderscheid gemaakt tussen Duitsers en etnische Duitsers, waarbij deze laatste groep wordt gedefinieerd als mensen die door zichzelf of door anderen als Duitser beschouwd worden, maar die niet in de Bondsrepubliek Duitsland wonen en er ook geen burger van zijn.

## Geschiedenis
Van oorsprong zijn de Duitsers een geheel van West-Germaanse stammen die zich vermengden met Slaven (in het oosten), Kelten (in het zuiden en westen) en Romeinen (Rijnland en zuiden).
De precieze interpretatie van wie een Duitser is, is geëvolueerd met de jaren. Tot de 19de eeuw omvatte dit begrip alle Duitstalige personen. Duits was echter een weids begrip want de Duitstaligen spraken in grote meerderheid geen Hoogduits maar een zeer uiteenlopend scala van streektalen welke onderling niet direct verstaanbaar waren. De streektalen in het noorden, het Nederduits (Plattdeutsch), hadden taalkundig meer gelijkenis met de Nederlandse streektalen dan met die in Beieren, Zwitserland en Oostenrijk.
De moderne gelijkstelling tussen Duits en Hoogduits, inbegrepen de streektalen die het Hoogduits als literaire taal boven zich erkennen, stamt pas uit het einde van de 18de eeuw. Toen kreeg de aanduiding Duits ook een politieke betekenis.

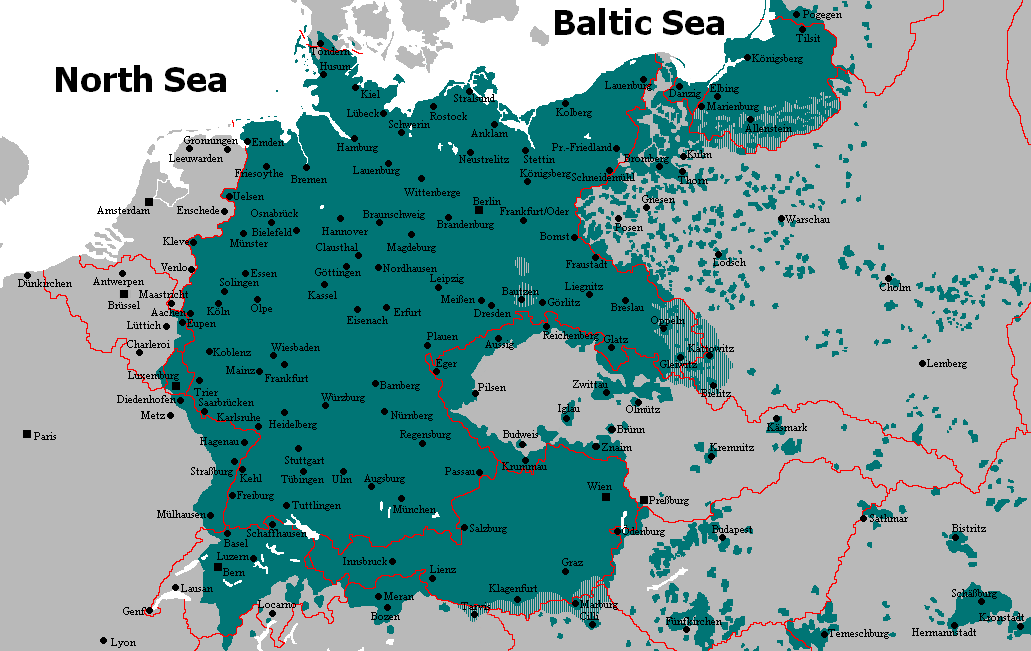
Duitse bevolking en Duits taalgebied in Centraal-Europa, 1910-1930

In de 19de eeuw, na de Franse revolutionaire en napoleontische oorlogen en de door Napoleon afgedwongen ontbinding van het Heilige Roomse Rijk, probeerden zowel Oostenrijk als Pruisen de verbrokkelde Duitse natie weer te herstellen. Pruisen was de leider van de noordelijke, overwegend protestantse, Duitse staten en Oostenrijk leidde de zuidelijke (katholieke) staten. Dit zorgde voor een stevige onderlinge concurrentie die uitmondde in de Duitse Oorlog(1866). Door deze te winnen toonde Pruisen aan dat het de sterkste Duitse staat was. In 1870 betrok Pruisen zelfs het katholieke Beieren in de Frans-Duitse Oorlog die overtuigend gewonnen werd door Pruisen en diens bondgenoten. Het Duitse Keizerrijk (Deutsches Reich) werd opgericht, waarnaast echter de multi-etnische Habsburgse monarchie Oostenrijk-Hongarije bleef voortbestaan, met onder haar bevolking vele Duitstaligen. Nu werd de betekenis van Duitser gesplitst in Rijksduitser (Reichsdeutsch als Duits staatsburger) en Volksduitser (Volksdeutsch als behorend tot een Duitstalige minderheid in gebieden buiten de Duitse staat). De Oostenrijkers namen daarbij een tussenpositie in.
Vanaf de 19e eeuw tot de Tweede Wereldoorlog beschouwden veel Oostenrijkers zichzelf als Duitsers, en niet als een afzonderlijke etnische of culturele identiteit. In 1938 werden zij na de Anschluss formeel ook Duits staatsburger. Dit veranderde echter na de ineenstorting van nazi-Duitsland in 1945. Om de represailles tegen de Duitsers te ontgaan, presenteerden de Oostenrijkers zich toen als een aparte natie, strikt gescheiden van de Duitse. Uit recentelijke statistische onderzoeken blijkt dat minder dan 10% van de Duitstalige Oostenrijkers vinden dat zij deel uitmaken van een grotere, Duitse natie.
Etnische Duitsers vormen minderheden in verscheidene landen in Centraal-Europa en Oost-Europa, zoals in Polen, Hongarije en Roemenië. Daar zijn zij na 1945 grotendeels verdreven. Maar in Roemenië zijn ze nog wel te vinden in dorpen en steden. Verder komen zij ook voor in Namibië en in het zuiden van Brazilië. Tot de jaren 1990 leefden zo'n 2 miljoen etnische Duitsers in de voormalige Sovjet-Unie, voornamelijk in Rusland en Kazachstan. In 2004 (volgens het Amerikaanse censusbureau) leefden in de Verenigde Staten 48 miljoen mensen van Duitse afkomst. De meesten onder hen leven in de noordelijke staten: Pennsylvania, Iowa, Minnesota, Ohio, Wisconsin, Illinois, North Dakota, South Dakota, en in het oosten van Missouri.